# Championnat d'Écosse de football 1935-1936
Navigation
Édition précédente Édition suivante
La 46e édition du championnat d'Écosse de football est remportée par le Celtic FC. C’est leur premier titre depuis la saison 1925-1926 et le 18e au total. Le club de Glasgow gagne avec cinq points d’avance sur les Rangers FC. Aberdeen FC complète le podium. 
Le système de promotion et relégation reste en place : descente et montée automatique, sans match de barrage pour les deux derniers de première division et les deux premiers de deuxième division. Airdrieonians et Ayr United descendent en deuxième division. Ils sont remplacés pour la saison 1936-1937 par Falkirk FC et Saint Mirren.
Avec 50 buts marqués en 38 matchs, Jimmy McGrory du Celtic FC remporte pour la troisième fois le titre de meilleur buteur du championnat.

## Les clubs de l'édition 1935-1936
| Club                               | Ville       |
| ---------------------------------- | ----------- |
| Aberdeen Football Club             | Aberdeen    |
| Airdrieonians Football Club        | Airdrie     |
| Albion Rovers Football Club        | Coatbridge  |
| Arbroath Football Club             | Arbroath    |
| Ayr United Football Club           | Ayr         |
| Celtic Football Club               | Glasgow     |
| Clyde Football Club                | Glasgow     |
| Dundee Football Club               | Dundee      |
| Dunfermline Athletic Football Club | Dunfermline |
| Hamilton Academical Football Club  | Hamilton    |
| Heart of Midlothian Football Club  | Édimbourg   |
| Hibernian Football Club            | Leith       |
| Kilmarnock Football Club           | Kilmarnock  |
| Motherwell Football Club           | Motherwell  |
| Partick Thistle Football Club      | Glasgow     |
| Queen of the South Football Club   | Dumfries    |
| Queen's Park Football Club         | Glasgow     |
| Rangers Football Club              | Glasgow     |
| Saint Johnstone Football Club      | Perth       |
| Third Lanark Athletic Club         | Glasgow     |

## Compétition

### Classement
Le classement est établi sur le barème de points classique (victoire à 2 points, match nul à 1, défaite à 0).
| Rang | Équipe               | Pts | J  | G  | N  | P  | Bp  | Bc | Diff |
| ---- | -------------------- | --- | -- | -- | -- | -- | --- | -- | ---- |
| 1    | Celtic FC            | 66  | 38 | 32 | 2  | 4  | 115 | 33 | +82  |
| 2    | Rangers FC TC        | 61  | 38 | 27 | 7  | 4  | 110 | 43 | +67  |
| 3    | Aberdeen FC          | 61  | 38 | 26 | 9  | 3  | 96  | 50 | +46  |
| 4    | Motherwell FC        | 48  | 38 | 18 | 12 | 8  | 77  | 58 | +19  |
| 5    | Heart of Midlothian  | 47  | 38 | 20 | 7  | 11 | 88  | 55 | +33  |
| 6    | Hamilton Academical  | 37  | 38 | 15 | 7  | 16 | 77  | 74 | +3   |
| 7    | Saint Johnstone      | 37  | 38 | 15 | 7  | 16 | 70  | 81 | -11  |
| 8    | Kilmarnock FC        | 35  | 38 | 14 | 7  | 17 | 69  | 64 | +5   |
| 9    | Third Lanark AC P    | 35  | 38 | 15 | 5  | 18 | 63  | 65 | -2   |
| 10   | Partick Thistle FC   | 34  | 38 | 12 | 10 | 16 | 64  | 72 | -8   |
| 11   | Arbroath FC P        | 33  | 38 | 11 | 11 | 16 | 46  | 69 | -23  |
| 12   | Dundee FC            | 32  | 38 | 11 | 10 | 17 | 67  | 80 | -13  |
| 13   | Queen's Park FC      | 32  | 38 | 11 | 10 | 17 | 58  | 75 | -17  |
| 14   | Dunfermline Athletic | 32  | 38 | 12 | 8  | 18 | 67  | 92 | -25  |
| 15   | Queen of the South   | 31  | 38 | 11 | 9  | 18 | 54  | 72 | -18  |
| 16   | Albion Rovers        | 30  | 38 | 13 | 4  | 21 | 69  | 92 | -23  |
| 17   | Hibernian FC         | 29  | 38 | 11 | 7  | 20 | 56  | 82 | -26  |
| 18   | Clyde FC             | 28  | 38 | 10 | 8  | 20 | 63  | 84 | -21  |
| 19   | Airdrieonians        | 27  | 38 | 9  | 9  | 20 | 68  | 91 | -23  |
| 20   | Ayr United           | 25  | 38 | 11 | 3  | 24 | 53  | 98 | -45  |

| Légende : Qualifications et relégations | Légende : Qualifications et relégations                           |
| --------------------------------------- | ----------------------------------------------------------------- |
|                                         | Champion d'Écosse                                                 |
|                                         | Relégation en deuxième division                                   |
|                                         | T : Tenant du titre C : Vainqueur de la Coupe d'Écosse P : Promus |

## Bilan de la saison
| Tableau d'Honneur                |            |
| Compétition                      | Vainqueur  |
| Championnat d'Écosse de football | Celtic FC  |
| Coupe d'Écosse de football       | Rangers FC |

| Promotions et relégations |                          |
| Promus                    | Falkirk FC Saint Mirren  |
| Relégués                  | Airdrieonians Ayr United |

## Statistiques

### Meilleur buteur
- Jimmy McGrory, Celtic FC, 50 buts.